# Exetastes longipes
Exetastes longipes är en stekelart som först beskrevs av Smith 1878.  Exetastes longipes ingår i släktet Exetastes och familjen brokparasitsteklar. Inga underarter finns listade i Catalogue of Life.